# Процесс (фильм, 1989)
«Процесс» — советский фильм 1989 года, снятый режиссёром Алексеем Симоновым на киностудии «Мосфильм».

## Сюжет
Действие фильма происходит в конце 1980-х годов. На скамье подсудимых — известные личности, уверенные в своей безнаказанности, судья Постников ведёт дело с народными заседателями. Следователь Евгений Амелин, собравший улики против подсудимых, особенно нацелен на Горохова, избежавшего ареста и недавно повысившегося в должности. Амелин, движимый личной обидой и стремлением к справедливости, игнорирует предупреждения партнёра Удальцова.
В ходе суда один из свидетелей умирает, и подсудимые утверждают, что коррупция — неотъемлемая часть системы. Молодой Жильцов, первый раз работающий в торговле, осуждает взятки, но сам оказывается в ситуации, когда вынужден подкупить чиновника. Материалы, собранные Амелиным на Горохова, привлекают внимание высших инстанций, но Удальцов присваивает их себе.
Процесс близится к завершению, и подсудимые получают разные сроки.

## В ролях
- Рим Аюпов — Александр Иванович Постников
- Владимир Стеклов — Евгений Иванович Амелин
- Владимир Качан — Юрий Ильич Сидорин
- Галина Щепетнова — Светлана Антоновна Глушкова
- Владимир Самойлов — Игнатий Сергеевич Рунич
- Александр Феклистов — Николай Жильцов
- Любомирас Лауцявичюс — Виктор Григорьевич Шилов
- Марина Полицеймако — Алла Петровна Ломакина
- Александр Павлов — Леонид Николаевич Аверьянов
- Виктор Цепаев — Филиппов
- Михаил Данилов — Михаил Иванович Корытов
- Михаил Филиппов — Игорь Владимирович Удальцов
- Вера Ивлева — Грачёва
- Павел Сиротин — Павел
- Людмила Карауш — Людмила Ивановна
- Владимир Привалов — адвокат Шилова
- Татьяна Агафонова — Мария Трофимовна
- Виктор Нестеров — заседатель
- Александр Числов — секретарь суда
- Людмила Полякова — Лариса Григорьевна Городничева
- Андрей Степанов — Яков Петрович Дремлюк
- Валентин Никулин — Леонид Данилович Русланов
- Афанасий Кочетков — Илья Ильич Коломийцев
- Всеволод Платов — Панков
- Вера Алентова — Надежда Евгеньевна Поплавская
- Владимир Долинский — Беленький
- Мария Виноградова — Алевтина Ивановна Сазонова
- Андрей Шитиков — Ахтырский-младший
- Валентина Ушакова — Островская-Рунич Ирина Михайловна
- Ирина Знаменщикова — Ольга Кузьминична Жильцова
- Алла Мещерякова — Людмила
- Раиса Рязанова — жена Постникова
- Мария Белкина — Елена

## Съёмочная группа
- Режиссёр: Алексей Симонов
- Сценарист: Анатолий Гребнев
- Оператор: Николай Васильков
- Композитор: Вадим Биберган
- Художник: Лев Грудев